# Gilicze Antal
Gilicze Antal (Szentes, 1885. május 30. – 1944. május 28.) református lelkész.

## Élete
Édesapja, Gilicze Sándor bognármesterként, édesanyja, Kanász Nagy Jusztina pedig varrónőként dolgozott. Házasságukból hét gyermek született, akik közül csak hárman (László, Kálmán, Sándor) érték meg a felnőttkort. Az elemit a szentesi református egyházi iskolákban, a gimnázium nyolc osztályát pedig az állami főgimnáziumban végezte. 1905 szeptemberében iratkozott be a debreceni református akadémiára, majd elnyerte a Csongrád vármegye kezelésében lévő "Horgos-Kárász"-féle ösztöndíjat. 1910. március 1-jéig bejegyzett segéd-lelkészként tevékenykedett Futó Zoltán mellett, majd a ceglédi, a siklósi, az őcsényi, az érsekcsanádi és a kajdacsi gyülekezetben szolgált. Szentesi működése idején alakult meg a Lórántffy Zsuzsanna Egyesület, a Keresztyén Leányegyesület és a Református Asszonykör. Tagja volt Csongrád megye törvényhatóságának, Szentes, Magyartés és Fábiánsebestyén képviselő-testületének is.

## Képgaléria

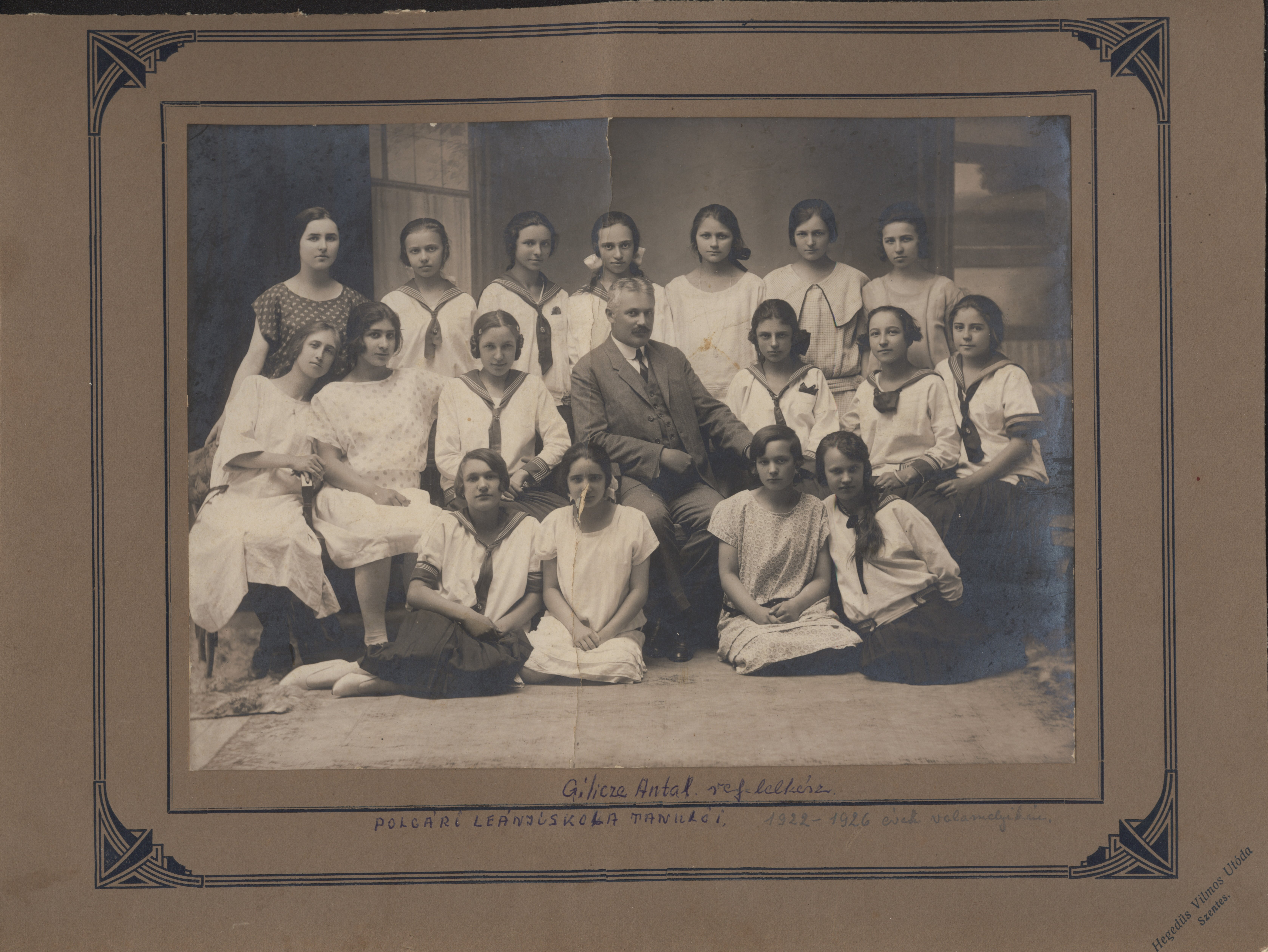
Gilicze Antal a Polgári Leányiskola tanulói között (~1922-26)
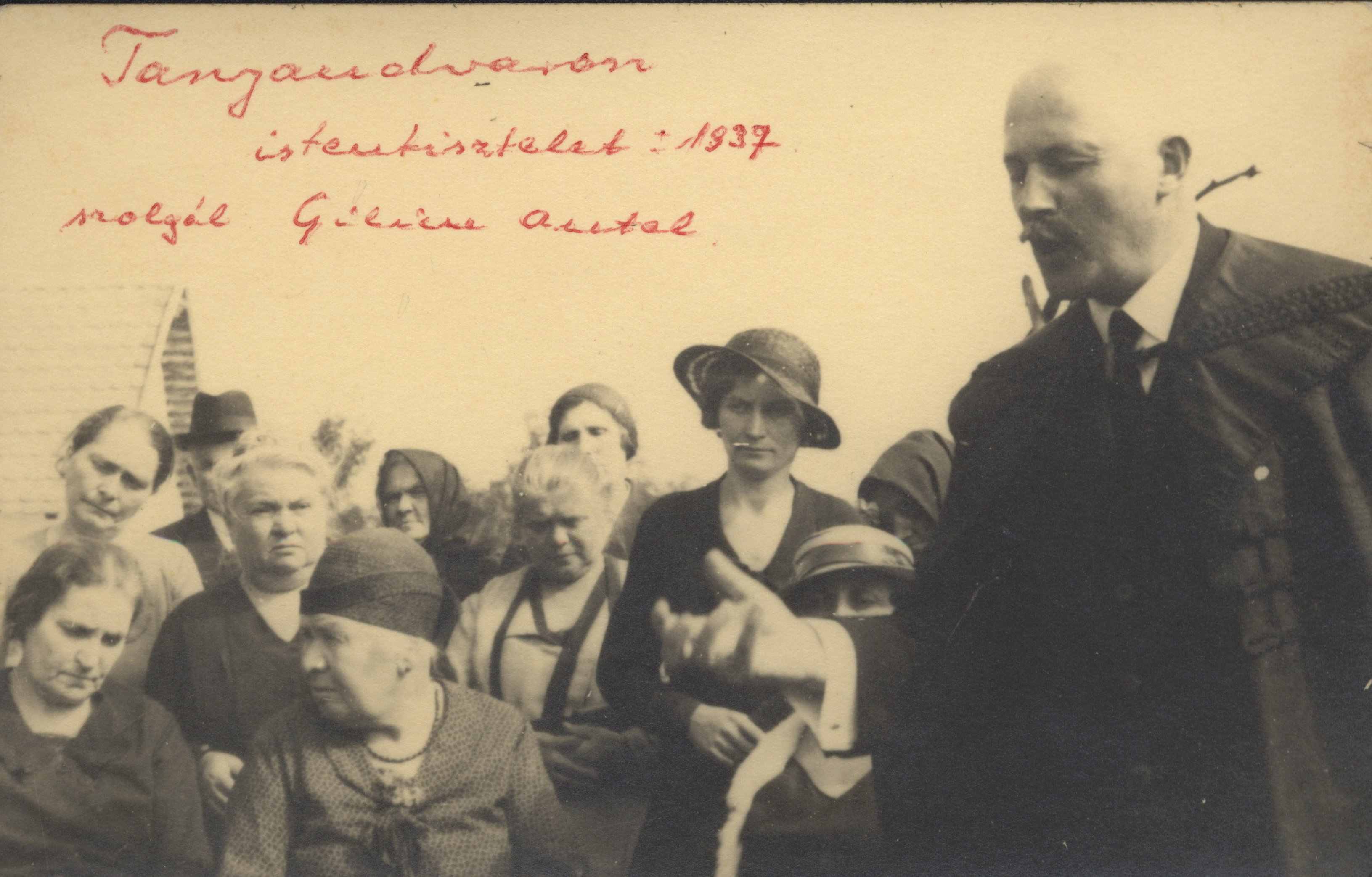
Gilicze Antal lelkész tanyai istentiszteletet tart (1937)
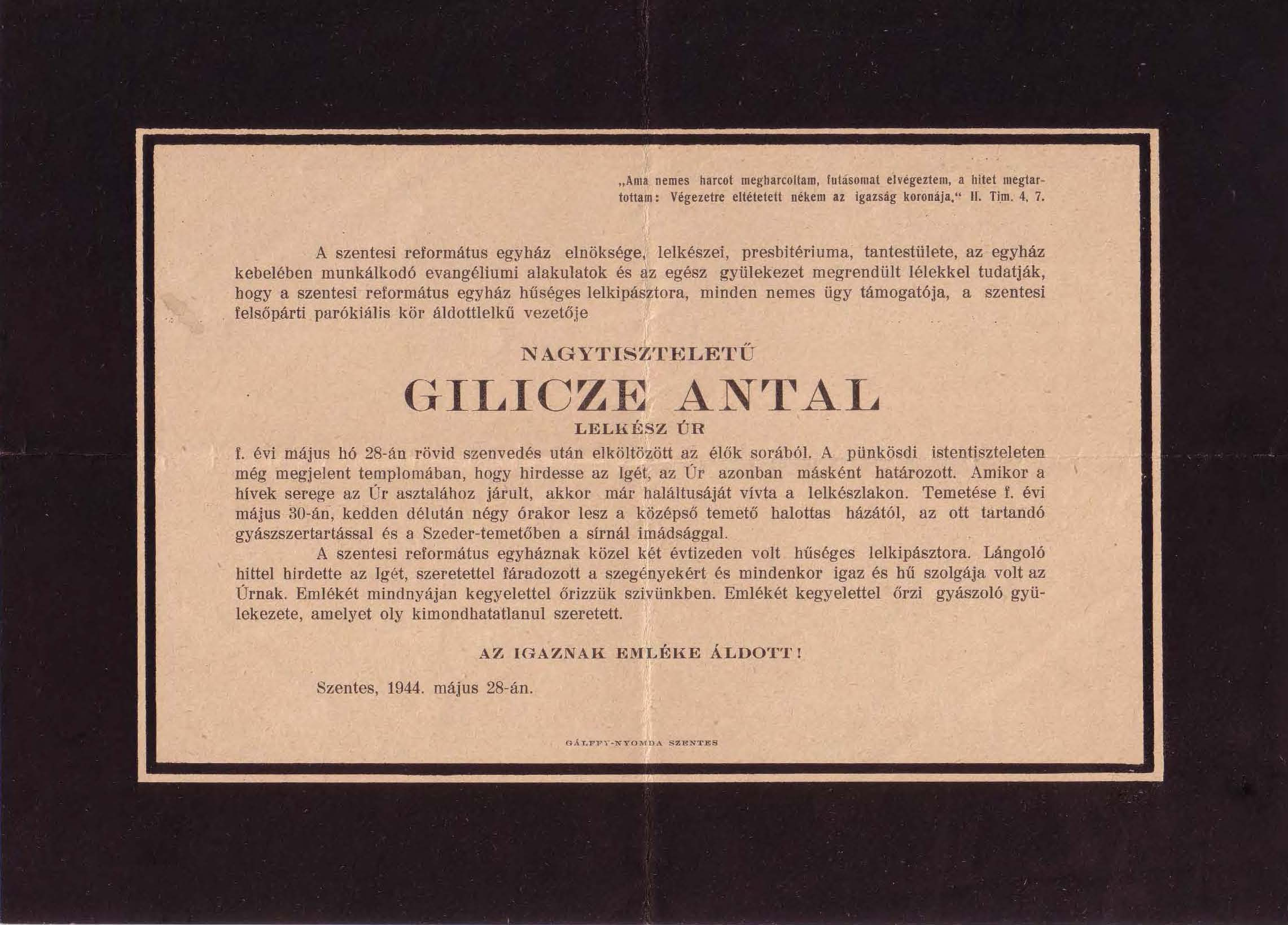
Gilicze Antal református lelkész gyászjelentése (1944)
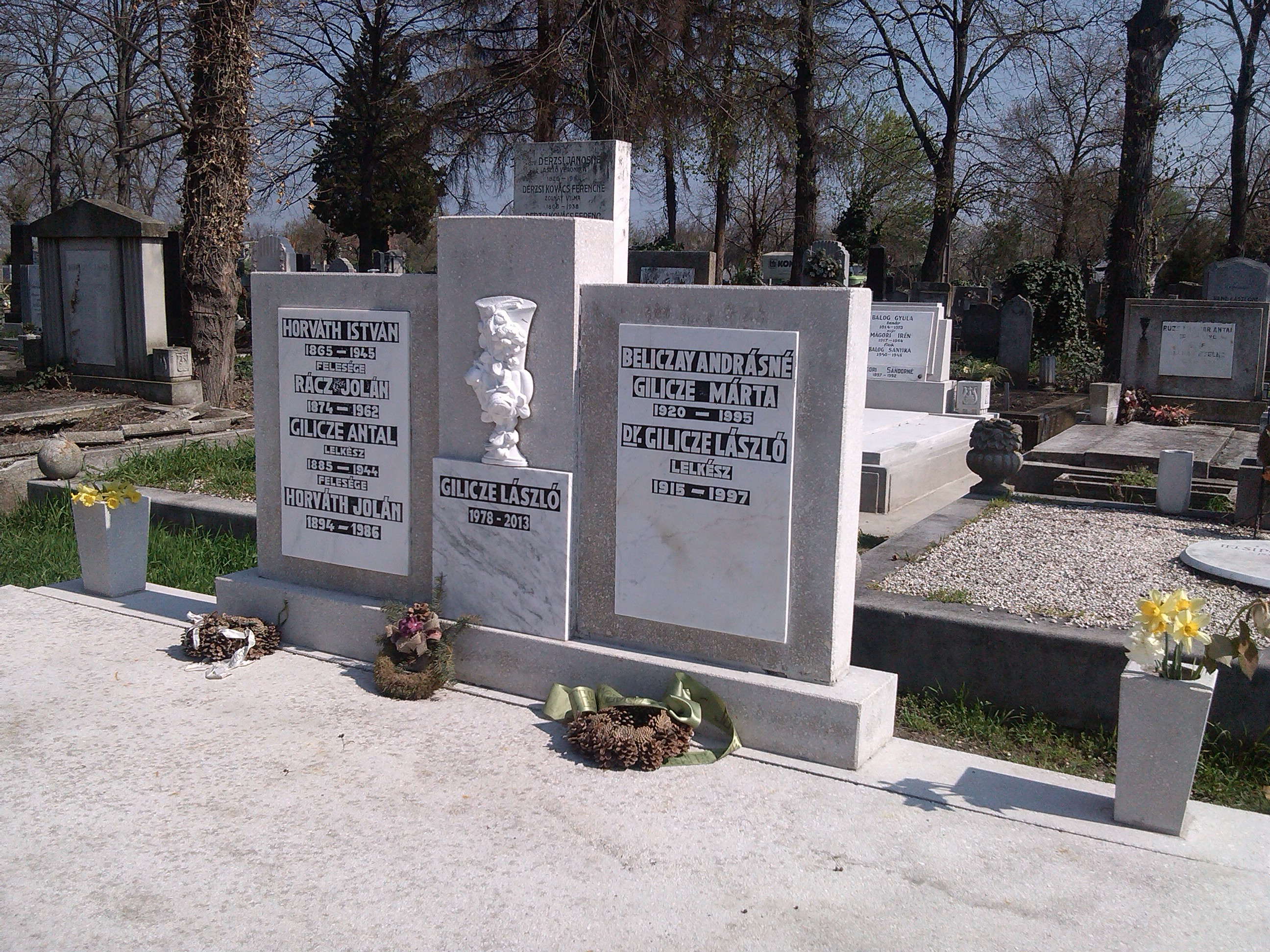
A Gilicze család síremléke a szentesi Szeder temetőben